# Zjednoczeni Socjaliści
Zjednoczeni Socjaliści – PSI (wł. Socialisti Uniti, SU) – włoska partia polityczna o profilu socjaldemokratycznym, założona jako Włoscy Socjaliści (wł. I Socialisti Italiani, SI)
Partia powstała w 2006 w wyniku rozłamu w Nowej Włoskiej Partii Socjalistycznej. Powołała ją opozycyjna wobec eurodeputowanego Gianniego De Michelisa grupa opowiadająca się za opuszczeniem centroprawicowego Domu Wolności i przejściem do centrolewicowego bloku L’Unione. Na czele Włoskich Socjalistów stanął Vittorio „Bobo” Craxi (syn Bettina Craxiego, byłego przewodniczącego Włoskiej Partii Socjalistycznej, rozwiązanej po serii afer korupcyjnych).
Przed wyborami parlamentarnymi w 2006 partia prowadziła początkowo rozmowy o udziale w koalicji Róża w Pięści. Ostatecznie w ramach Unii wystawiła własne listy wyborcze, natomiast jej lider został wpisany jako kandydat Drzewa Oliwnego w Lombardii. SI uzyskali około 0,3% głosów, żaden z przedstawicieli nie został wybrany do parlamentu. W rządzie Romano Prodiego Bobo Craxi objął stanowisko wiceministra spraw zagranicznych.
W 2007 Włoscy Socjaliści zdecydowali o rozwiązaniu ugrupowania i przyłączeniu się do nowo powołanej Partii Socjalistycznej. W 2008 sekretarz generalny SI Saverio Zavettieri doprowadził jednak do reaktywacji partii. W 2009 PSI opuścił Bobo Craxi, który następnie powrócił ze swoimi zwolennikami do SI, a sama formacja przyjęła nową nazwę. W 2011 dołączyła do nowego ugrupowania pod nazwą Riformisti Italiani, które powołała Stefania Craxi.